# Idzsongbu állomás
Idzsongbu (Uijeongbu) állomás föld feletti metróállomás a szöuli metró 1-es vonalán, 1986 óta. Egyúttal a hagyományos Kjongvon (Gyeongwon) vasútvonal állomása is.

## Viszonylatok
| 1-es vonal                                      | 1-es vonal                         | 1-es vonal                                                |
| ----------------------------------------------- | ---------------------------------- | --------------------------------------------------------- |
| Kanung (Ganeung) Szojoszan (Soyosan) felé       | Kjongvon (Gyeongwon) személyvonat  | Hörjong (Hoeryong) Incshon (Incheon) felé                 |
| Jangdzsu (Yangju) Tonducshon (Dongducheon) felé | Kjongvon (Gyeongwon) expresszvonat | Hörjong (Hoeryong) Incshon (Incheon) felé                 |
| Korail                                          |                                    |                                                           |
| Hörjong (Hoeryong) Jongszan (Yongsan) felé      | Kjongvon (Gyeongwon) vonal         | Kanung (Ganeung) Pengmagodzsi (Baengmagoji) felé          |
| Szongcshu (Songchu) Nunggok (Neunggok) felé     | Kjoö (Gyooe) vonal                 | végállomás                                                |
| Cshongnjangni (Cheongnyangni) Szöul felé        | DMZ vonal keleti szakasz           | Tongducshon (Dongducheon) Pengmagodzsi (Baengmagoji) felé |